# Darell Garretson
Darell Lee Garretson, né le 18 mars 1932 à Long Point (Illinois) et mort le 21 avril 2008 à Mesa (Arizona), est un arbitre de basket-ball professionnel américain de la National Basketball Association (NBA) pendant 27 ans de 1967 à 1994 puis superviseur des officiels de la NBA pendant 17 ans de 1981 à 1998. En 2016, Garretson est élu au Basketball Hall of Fame.

## Vie

### Jeunesse
Né à Long Point, Illinois, Garretson fréquente l'Illinois State Normal University (aujourd'hui Illinois State University) dans les années 1950. Il sert ensuite dans la marine américaine, stationnée à San Diego, en Californie. Libéré de la marine en 1960, Garretson est resté en Californie avec sa femme, Jeanne. Il décide de s'impliquer dans le sport, étant par exemple directeur de l'équipe de baseball de Garden Grove, en Californie, dans la Little League World Series en 1968. Il arbitre aussi des matchs de basket-ball récréatifs, lycéens et universitaires, tout en travaillant comme vendeur, avant d'être embauché par la NBA.

### Famille
Darell Garretson et Jeanne Garretson ont deux fils, Ron et Rick. Ron Garretson est devenu arbitre de basket-ball et travaille pour la NBA jusqu'en 2019.

### Carrière
Il est un arbitre de basket-ball professionnel américain de la National Basketball Association (NBA) pendant 27 ans de 1967 à 1994 où il portait l'uniforme numéro 10. Il sert ensuite en tant que superviseur des officiels de la NBA pendant 17 ans de 1981 à 1998. Au cours de sa carrière, Garretson arbitre plus de 2 000 matchs, dont 1 798 matchs de saison régulière de la NBA, 269 matchs de playoffs, 39 matchs de finales NBA et cinq All-Star Games.
Le 4 avril 2016, Garretson est élu au Basketball Hall of Fame en tant qu'officiel.

### Fraude à l'impôt sur le revenu
En 2000, Garretson plaide coupable de fraude dans un stratagème de billets d'avion impliquant l'achat de billets moins chers et empochant la différence sans déclarer le revenu supplémentaire à l'Internal Revenue Service. Il est condamné à 180 jours de détention à domicile, trois ans de probation et une amende de 5 000 dollars américains.

### Mort
Darell Garretson décédé dans son sommeil le 24 avril 2008 à son domicile de Mesa, en Arizona, à l'âge de 76 ans. La cause du décès est inconnue, mais il est rapporté que la santé de Garretson avait décliné à la suite d'une intervention chirurgicale récente.
Après l'annonce de sa mort, le commissaire de la NBA, David Stern, déclare dans un communiqué : "Nous sommes attristés par le décès de Darell Garretson. Darell était un homme au caractère extraordinaire, qui a touché de nombreuses vies au cours de ses 31 ans en tant qu'officiel de la NBA et superviseur des officiels." Lamell McMorris, porte-parole de la National Basketball Referees Association (NBRA), le syndicat représentant les officiels de la NBA, commente également la nouvelle de son décès.

## Postérité
En tant qu'arbitre, Garretson est reconnu pour avoir créé et dirigé le premier syndicat d'arbitres de la NBA, connu sous le nom de National Association of Basketball Referees, un prédécesseur de l'actuelle NBRA.
Plus tard, lorsqu'il est devenu superviseur des arbitres, Garretson plaide pour l'augmentation du nombre d'officiels par match NBA de deux à trois, à commencer par la saison NBA 1988-1989, rejetant les arguments contre le système à trois officiels avancés par son compatriote vétéran Earl Strom. L'ajout du troisième officiel permet une meilleure couverture du terrain et a également fourni un mentorat aux jeunes officiels avec deux officiels plus expérimentés.
Il participe également à la recherche de futurs arbitres et à leur formation. Il développe le concept d '«arbitrage de la défense», une pratique dans laquelle les officiels concentrent leur attention sur un joueur défensif au lieu de regarder le ballon. Il exhorte tous les officiels à continuer à améliorer leurs compétences et à atteindre leurs objectifs personnels en se concentrant sur tous les aspects possibles.
En tant qu'officiel et superviseur de la NBA, Garretson a été la cible de critiques de la part des médias et d'officiels notables, notamment Jake O'Donnell, Richie Powers et Earl Strom. Les critiques de Garretson affirment qu'il a transformé la génération actuelle d'arbitres en «robots» en supprimant la personnalité individuelle,. Sur le terrain, Garretson était également connu pour minimiser la quantité de communication entre lui et les joueurs et les entraîneurs, ce qui était considéré comme une approche impopulaire parmi les médias.